# Grupul celor XX

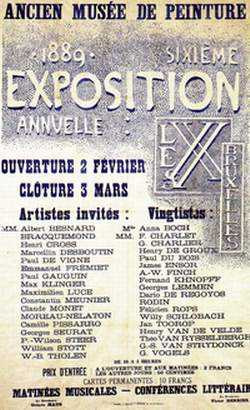
Afișul celei de-a șasea expoziții, 2 februarie - 3 martie 1889.

Grupul celor Douăzeci (sau Les XX) a fost un cerc artistic de avangardă fondat la Bruxelles în 1883 de Octave Maus. Emanând dintr-o scindare a cercului L'Essor, a fost continuat după 1894 de La Libre Esthétique. Membrii grupului XX sunt numiți „douăzeciști”.

## Douăzeciștii

### Fondatorii
La 28 octombrie 1883, la taverna Guillaume din Bruxelles, douăzeci de artiști, Octave Maus, secretarul asociației, și trezorierul acesteia, Victor Bernier, au pus bazele „Grupul celor XX”.
Lista celor douăzeci de membri fondatori:
- Achille Chainaye (a demisionat în 1888)
- Frantz Charlet
- Jean Delvin (a demisionat în 1886)
- Paul Du Bois
- James Ensor
- Willy Finch
- Charles Goethals (decedat în 1885)
- Fernand Khnopff
- Jef Lambeaux (a demisionat în 1884)
- Périclès Pantazis (decedat în 1884)
- Darío de Regoyos
- Willy Schlobach
- Frans Simons (a demisionat în 1885)
- Gustave Vanaise (a demisionat în 1886)
- Théo Van Rysselberghe
- Guillaume Van Strydonck
- Piet Verhaert (a demisionat în 1885)
- Théodore Verstraete (a demisionat în 1885)
- Guillaume Vogels
- Rodolphe Wytsman (a demisionat în 1888)

### Douăzeciștii înlocuitori
Artiștii care s-au alăturat Les XX de-a lungul anilor:
1885
- Guillaume Charlier
- Jan Toorop
- Isidore Verheyden (a demisionat în 1888)

1886
- Anna Boch
- Félicien Rops

1887
- Henry de Groux (exclus în 1890)

1889
- Georges Lemmen
- Henry Van de Velde
- Auguste Rodin

1890
- Robert Picard

1891
- George Minne
- Paul Signac

Majoritatea douăzeciștilor se vor regăsi în cadrul La Libre Esthétique, mișcarea care va urma Les XX.

### Câțiva artiști invitați la Saloanele XX
Invitații au fost aleși „dintre artiștii deja consacrați, dar a căror artă rămâne independentă și combativă”.
Camille Pissarro (1887, 1889, 1891), Claude Monet (1886, 1889), Georges Seurat (1887, 1889, 1891, 1892), Gustave Caillebotte (1888), Henri de Toulouse-Lautrec (1888, 1890), Paul Gauguin (1889, 1891), Paul Cézanne (1890), Vincent van Gogh (1890, 1891), Louis Artan, William Degouve de Nuncques, Xavier Mellery și mulți alții au fost invitați la cel puțin un Salon anual al celor XX.

## Istoric

### Crearea grupului celor XX
În 1884, Belgia era încă un stat foarte tânăr, care își câștigase independența cu 60 de ani mai devreme. Era începutul industrializării și, odată cu ea, și începutul mișcărilor sociale. Partidul Muncitorilor Belgieni a fost fondat un an mai târziu, în 1885. Revoluția artistică din 1884 a început cu o sentință lansată de un membru al juriului oficial: „Lasă-i să expună acasă!” proclamase el, refuzând pânzele a doi sau trei pictori.. În acest context s-a născut Les XX în 1883.

### Sigla
Fernand Khnopff este autorul acronimului XX-ului care apare pe afișele și cataloagele expozițiilor într-un stil care anunță stilul Art Nouveau.

### Primul salon anual al XX (1884)

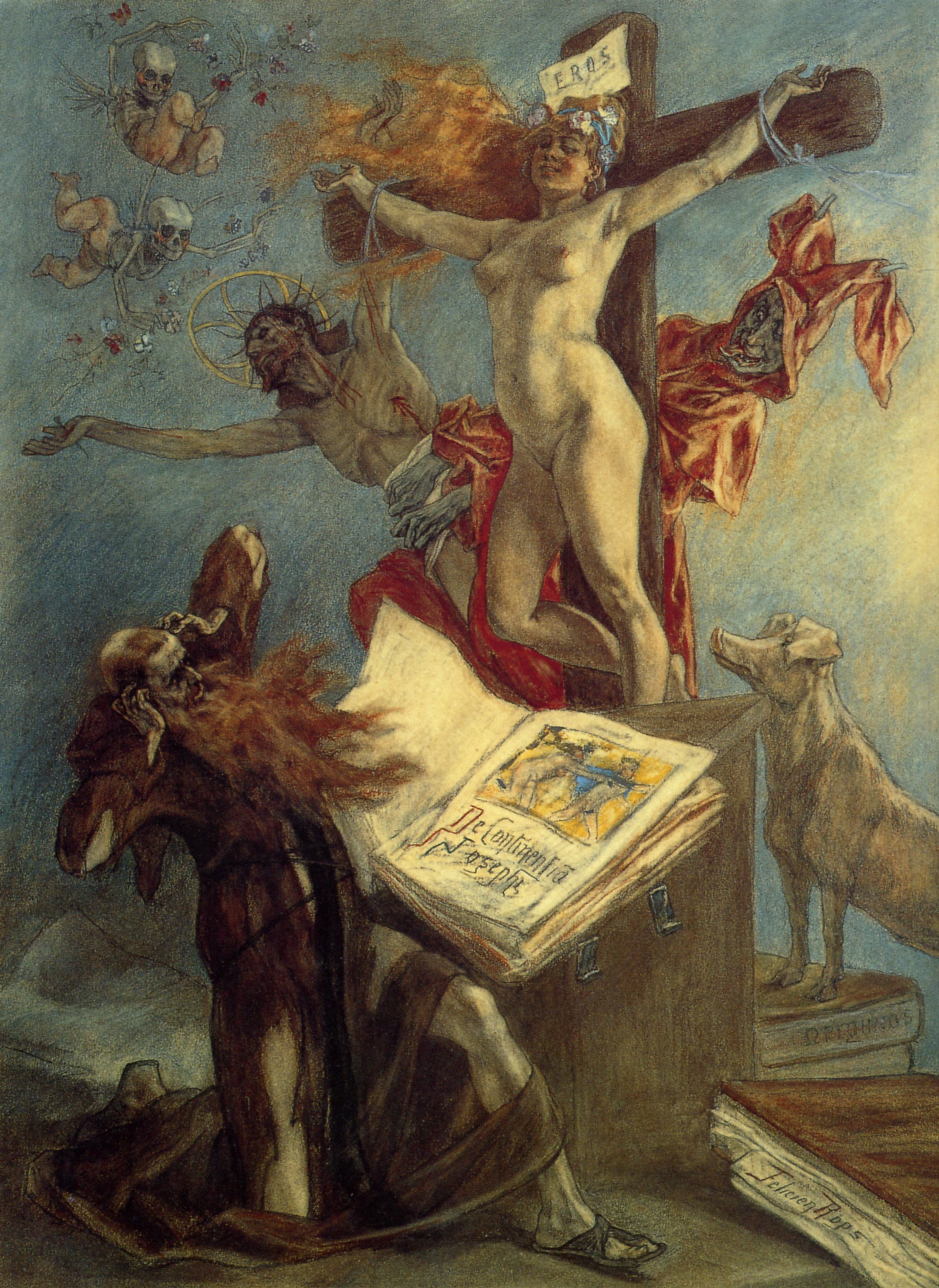
Félicien Rops, Ispitirea Sfântului Anton

Printre „douăzeciștii” de la început îi regăsim pe James Ensor, Fernand Khnopff, Dario de Regoyos și Théo Van Rysselberghe și, printre invitați, nume mari precum Félicien Rops și Auguste Rodin. Fiecare douăzecist putea expune șase lucrări, invitații puteau expune doar una. Primul Salon Les XX a fost deschis la 2 februarie 1884 în primul Palais des Beaux-Arts din Bruxelles, actualul Muzeu Regal de Artă Antică. Jan Toorop s-a alăturat mișcării în acest an, dar nu expus decât anul următor.
Les XX au căutat o evoluție a picturii. De la această primă expoziție, s-a remarcat un interes foarte clar pentru lumină. Primul tablou expus de Théo Van Rysselberghe a fost En West Flandre. Era deja o pictură foarte luminoasă, la fel ca și restul operei sale. James Ensor a prezentat printre altele Les Masques, La Dame en détresse, Le Lampiste et La Musique russe care exprimau bine spiritul Grupului celor XX. În acest ultim tablou s-a regăsit legătura dintre muzică și pictură: se poate observa cum Willy Finch o ascultă pe Anna Boch cântând la pian; „doi pictori comunicând prin muzică, în timp ce un al treilea imortalizează acest moment”. În cartea sa, Madeleine Maus spune că Ensor și-a expus pictura Chinoiserie în acel an, în timp ce alte cercetări sugerează că a fost realizată în 1907.
Tabloul Ispitirea Sfântului Anton de Félicien Rops a stârnit scandal pentru această primă expoziție. Iconografia sa era menită să provoace mințile pudibonde: în loc de Hristos pe cruce, se putea observa o femeie goală.

### Vincent van Gogh invitata la Les XX
Vincent van Gogh a fost invitat de două ori la Salon celor XX.
La Salonul din 1890, a expus două picturi din seria Floarea soarelui precum și Le Lierre, Verger en fleurs (Arles), Câmp de porumb la răsărit (Saint-Rémy) și Via roșie pe care l-a vândut Annei Boch: este singura pictură pe care a vândut-o vreodată. Pe 16 ianuarie, cu două zile înainte de vernisaj, Henry de Groux a decis să nu expună la Salon, nedorind să-și vadă supunerea lângă „execrabilul Ghiveci de Sori a lui Monsieur Vincent”, ceea ce ia adus excluderea din Grupul celor XX.
La Salonul din 1891, Les XX a organizat o expoziție retrospectivă a lucrărilor lui Van Gogh decedat la 29 iulie 1890, expoziție compusă din opt picturi și șapte desene.

### Dizolvarea grupului
Majoritatea membrilor grupului au hotărât să-l dizolve în 1893, în urma propunerii lui Maus „cercurile de avangardă nutrebuind să dureze prea mult sub pedeapsa declinului sau a reculului”. Ensor a încercat fără succes să se opună acestei decizii.